# ناثان واترس
ناثان واترس (بالإنجليزية: Nathan Waters)‏ هو لاعب دوري الرغبي أسترالي، ولد في 14 سبتمبر 1984 في سيدني في أستراليا.